# Tilapia (geslacht)
Tilapia is een geslacht van straalvinnige vissen uit de familie van de cichliden (Cichlidae).

## Soorten
Het geslacht telt ruim 40 soorten, waaronder:
- Tilapia baloni Trewavas & Stewart, 1975
- Tilapia brevimanus Boulenger, 1911
- Tilapia busumana (Günther, 1903)
- Tilapia guinasana Trewavas, 1936
- Tilapia pra Dunz & Schliewen, 2010
- Tilapia ruweti (Poll & Thys van den Audenaerde, 1965)
- Tilapia sparrmanii Smith, 1840